# Neža Simčič
Neža Simčič, slovenska gledališka in  filmska igralka, * 19. maj 1950, Ljubljana.
Bila je dolgoletna članica ansambla Slovenskega narodnega gledališča Drama Ljubljana. Nastopila je tudi v celovečernih filmih Cvetje v jeseni, Pomladni veter, Čudoviti prah, Eva, Veselo gostivanje in Doktor.

## Filmografija
- Doktor (1985, celovečerni igrani film)
- Veselo gostivanje (1984, celovečerni igrani film)
- Eva (1983, celovečerni igrani film)
- Čudoviti prah (1975, celovečerni igrani film)
- Pomladni veter (1974, celovečerni igrani film)
- Cvetje v jeseni (1973, celovečerni igrani film)